# Cavalo Campeiro
O Cavalo Campeiro é uma raça de cavalos originária da região Sul do Brasil. Assim como o cavalo Crioulo, é também uma raça advinda dos animais de sangue Andaluz.

## História
O cavalo campeiro tem origem nas expedições espanholas, que por volta do século XVI passaram por terras Catarinenses e seguiram até Assunção no Paraguai, deixando alguns animais para utilização no serviço de abastecimento dos navios no porto em Santa Catarina. A origem do Cavalo Campeiro é atribuída à expedição do espanhol Alvar Nuñes (“Cabeça de Vaca”), que em março de 1541 seguiu por terra, a partir do litoral de Santa Catarina até Assunção, Paraguai. Porém, é muito provável que houve, também, extravios de animais por outras expedições espanholas com a mesma rota, pois a ilha de Santa Catarina (Florianópolis) era o primeiro posto avançado da Espanha na América do Sul.
As primeiras notícias oficiais da presença de cavalos no planalto, hoje catarinense, se deram quando da abertura do Caminho dos Conventos no ano de 1728 por Francisco de Souza e Farias, que partindo de Araranguá/SC transpôs as matas da Serra Geral e já no planalto deparou com um grande número de cavalgaduras e vacas. Três anos depois, Cristovão Pereira de Abreu também registrou a presença de animais, quando de viagem pelo mesmo caminho, onde agregou centenas deles à sua tropa original.
Quase 200 anos após a expedição de Alvar Nuñes é que foi noticiada oficialmente a existência de cavalos selvagens naquela região, que povoavam, além do planalto catarinense, o planalto do Rio Grande do Sul e sudoeste do Paraná, ou seja, a região dos pinheirais do Brasil. Daí a denominação “Marchador das Araucárias” para esta espécie, que foi moldada pela natureza e pela procriação livre (aos ventos), formando ao longo deste tempo um padrão fenotípico homogêneo.
Em Curitibanos, quando surgiram as primeiras fazendas, seus proprietários adquiriram alguns desses animais “extraviados”. Com o tempo foram sendo selecionados os cavalos  marchadores e a tradição da criação desses equinos foi passada por gerações.
O criador Ivadi Coninck de Almeida, possuindo um lote desses animais, e ao perceber que não se enquadravam no perfil das outras raças já existentes, convidou alguns interessados, dentre eles Lauro Costa, Ivens Ortigari, Acir de Almeida Gaudêncio e Osny Coninck Machado,  para organizar uma Associação, com a finalidade de preservar a raça.
Através de recursos próprios e de forma desinteressada, com a única finalidade de defesa e amparo deste patrimônio genético, fez surgir no ano de 1976 a Associação Brasileira dos Criadores de Cavalo Campeiro (ABRACCC).
Com o apoio da Secretaria da Agricultura do Estado de Santa Catarina, a raça foi oficialzada pelo Ministério da Agricultura em 1985, após detalhada vistoria, quando foi credenciado seu Livro de Registro “Herd Book” e se instituiu um Serviço de Registro Genealógico Oficial da Raça.

## Características
- Andamento: Marcha em quatro tempos, isto é, apoios desencontrados, proporcionando reações suaves e consequente conforto ao cavaleiro. Marcha em todas as suas modalidades, exceto o trote e a andadura.
- Altura: Nos machos a altura mínima:1,42 cm  e a máxima:1,54 cm e  nas fêmeas a altura mínima:1,40 cm  e a  máxima:1,52 cm.
- Pelagens principais: Castanho, baio e tordilho, em todas as suas variações. É permitido qualquer pelagem, exceto a pampa e albino.
- Cabeça: Fronte retilínea e subconvexa. O chanfro, de retilíneo a subcôncavo. Orelhas medianas e ativas. Olhos vivos.
- Pescoço: Delicado, mais comprido do que a cabeça, com implantação ao tronco bem definida, o que proporciona facilidade e leveza nos giros.
- Tronco: Forte, com costelas arqueadas, traduzindo boa estabilidade à montaria e ao cavaleiro.
- Garupa: Ampla, suavemente inclinada, permitindo fácil arranque e sair imediatamente do alto para galope.
- Membros: Fortes e delgados, bem aprumados.
- Aptidões: Pela característica de seu andamento, é indicado para passeio e lazer em longos percursos. É próprio para as lidas do campo, apresenta bom desempenho em esportes rurais, principalmente em disputas de laço. Chama a atenção por sua inteligência, docilidade e destreza.